# Eupithecia hanhami
Eupithecia hanhami är en fjärilsart som beskrevs av Taylor 1906. Eupithecia hanhami ingår i släktet Eupithecia och familjen mätare. Inga underarter finns listade i Catalogue of Life.